# Сачхеури
Сачхеури (груз. საჩხეური) — село в Грузии, на территории Цхалтубского муниципалитета края (мхаре) Имеретия.

## География
Село находится в западной части Грузии, к северу от реки Лехидари, на расстоянии приблизительно 20 километров (по прямой) к северо-востоку от города Цхалтубо, административного центра муниципалитета. Абсолютная высота — 677 метров над уровнем моря.

## Население
По результатам официальной переписи населения 2014 года, в Сачхеури проживало 72 человека (37 мужчин и 35 женщин). В национальной структуре населения грузины составляли 100 %.
| Год  | Население, человек |
| ---- | ------------------ |
| 2002 | 217                |
| 2014 | ↘ 72               |